# Косицкий, Карл
Карл Коси́цкий (пол. Karol Kosicki, нем. Carl von Koschützki; 1788 — 1863) — силезский общественный деятель, ревностный пропагандист равноправности польского и немецкого населения в прусской Силезии.

## Биография
Проживал в Верхней Силезии, провинция Тарновске-Гуры; происходил из немецкоговорящей семьи, что, однако, не помешало ему стать впоследствии одним из самых значительных пропагандистов польской культуры в Силезии. Был членом целого ряда обществ, активным участником революционных событий 1848 года.
Косицкий ратовал за создание школ, народных библиотек и читальных залов и газет на польском языке, особенно за польскоязычные приложения к правительственным ведомостям; организовывал сбор и бесплатную раздачу книг бедным слоям населения. Сам за собственный счёт, с 1850 по 1853 год, издавал журнал на польском языке «Poradnik dla ludu górno-szlazkiego», который бесплатно рассылал по деревням. Его старания привели к тому, что в 1859 году прусское правительство согласилось издавать «Dodatek polski do Tygodnika urzędowego regencyi Opolskiej».
Написал: «Ueber unser Geld- und Abgabewesen» (Оппельн, 1825 год); «Was wir wünschen» (1849 год) и другие работы.